# リナ・ジョイ
リナ・ジョイ（1964年7月28日 - ）は、マレーシアのマレー人キリスト教徒で、元イスラム教徒の女性である。イスラームからの離脱を公式に認めるようマレーシア法廷に提訴したことで有名となった。1964年にアズリナ・ジャイラニとしてムスリムの両親の元に生まれ、26歳でキリスト教に改宗し、1998年に洗礼を受けた。彼女はマレーシアの法廷に彼女の改宗を法的に認めるよう訴えを起こした。1999年に彼女の改名は承諾され、IDカードの名前欄は改められたが、改宗は認められなかった。これはマレーシアではムスリムにシャリーアが適用されており、シャリーアは元来ムスリムの棄教を認めていないためである。ゆえに彼女は1999年にイスラーム法法廷を飛ばして高等裁判所に改宗を認める訴えを起こし、2006年には連邦法廷に訴えを起こした。彼女は周囲にキリスト教徒であることを隠さざるを得ない状況にあり、公にキリスト教徒として生活したいと望んでいた。
連邦法廷の評決は2007年5月30日に下され、それは彼女の訴えを棄却するものだった。彼女の訴えは裁判長のアフマド・ファイルーズ・アブドゥール・ハリームと裁判官のアラウッディーン・モフド・シェリーフの反対に依り2-1で棄却された. 判決文の中では『何人であれある宗教を捨てたいと望むものは、その宗教の法と慣習にそってそれを行うべきである。即ち諸々の条件を満たし、且つ権威者が彼女の棄教を認めた場合のち始めて彼女はキリスト教徒たりうる。言い換えれば何人であれど、個人の出来心や気まぐれで宗教を捨てることや受け入れることは許されない。』と述べられていた。
リチャード・マランジュムは判決に異議を唱え、『それゆえ、私の考えによればこれは法の下での不平等に等しい。即ち差別的であり、憲法に違反しているものである。ゆえに上訴人の望む安心の保障、即ち彼女がイスラームの文字が記されていないIDカードを所有する権利を与えられるという宣言は行われるべきである』と述べた。
法的認可が与えられたならば、IDカードに記された宗教欄の記述を書き換えることが出来、彼女と彼女のキリスト教徒の婚約者との結婚に対する法的障害を取り除くことができる（マレーシアでは非ムスリムとムスリムとの結婚は禁止されている。ゆえに非ムスリムはムスリムと結婚する際は改宗せねばならない）。マレーシアではシャリーア法廷のみが離脱や改宗を含むイスラームに関連した事項を処理できる。逆にシャリーア法廷は非ムスリムには何の強制力も持たない。ジョイは彼女の意識ではもはやムスリムではないが、しかしシャリーア法廷のみが法的にそれを認可できることであった。改宗は全く前例がないというわけでもなく、ムスリム法学者協会の報道官であるパワンチェック・メリカンによれば、『今まで16人にシャリーア法廷はイスラームからの離脱を認めた。』というものであった。
ジョイの事例はマレーシアのムスリムがシャリーアの壁を突破できるか否かを計る一つの事例になると予測されている。また、マレーシアに存在する宗教横断主義や女性の人権、市民権に関する運動を行っている組織を集結させる原因ともなっている。国民登録機構（NRD）によれば、NRDがIDカードの宗教欄を変更することは彼女をイスラームからの離脱者と宣言するのに等しく、それはシャリーア法廷の管轄であると言う。シャリーア法廷のイスラームから他宗教への改宗に関する管轄権についてはここ数年マレーシアで激しい議論が戦わされており、これと他の改宗者の事例はメディアによって詳しく報道されてきた。
ジョイはイスラームからの離脱認定を望むはじめての人物ではない。マリアという名前のみBBCの報道により知られている女性も同様の事態に直面している。2006年にスレンバンにあるネガリ・センビラン=イスラーム法高等法廷は、1936年に行われたウォン・アーキウのイスラームから仏教への改宗を追認した。しかし彼女はそのとき既に死亡していた。

## 参照
1. ↑  http://www.malaysianbar.org.my/content/view/1834/27/
2. ↑  Jalil Hamid and Liau Y-Sing (2006年8月13日). “Malaysia braces for ruling on Islam conversion”. The Scotsman 2007年5月2日閲覧。
3. ↑  “Doing the Impossible: Quitting Islam in Malaysia”. Asia Sentinel. (2007年4月27日) 2007年5月2日閲覧。
4. ↑  Pressly, Linda (2006年11月15日). “Life as a secret Christian convert”. BBC News 2007年5月2日閲覧。
5. ↑  “Lina Joy Loses Appeal”. theStarOnline 2007年5月30日閲覧。[リンク切れ]
6. ↑  Suaram (2007年5月30日). “Lina Joy loses appeal to drop 'Islam' from her NRIC (The Sun)”
7. ↑  “Lina Joy loses appeal to drop 'Islam' from her NRIC”. Sun2Surf.  オリジナルの2009年2月27日時点におけるアーカイブ。 2007年5月30日閲覧。
8. ↑  The Sun, Thursday May 31, 2007, p. 2.
9. ↑  “All eyes on Lina Joy case”. The Star (Malaysia). (2006年6月25日).  オリジナルの2007年6月1日時点におけるアーカイブ。 2007年5月2日閲覧。
10. ↑  “Commission to study religious-sensitive cases”. The Star (Malaysia). (2007年4月11日).  オリジナルの2009年2月26日時点におけるアーカイブ。 2007年5月2日閲覧。